# Гусман, Мартина
Марти́на Гусма́н (исп. Martina Gusmán; род. 28 октября 1978, Буэнос-Айрес) — аргентинская актриса кино и телевидения, продюсер.

## Биография
Изучала театральное искусство в Буэнос-Айресском университете. В 2002 основала вместе с мужем, режиссёром Пабло Траперо, продюсерскую фирму Matanza Cine. Как актриса дебютировала в 2005. В 2010 впервые появилась на телевидении.

## Фильмография
- 2005: Родился и рос / Nacido y criado (Пабло Траперо)
- 2008: Каталажка / Leonera  (Пабло Траперо; премия Аргентинской киноакадемии лучшей новой актрисе, премия Сур за женскую роль-открытие,  две премии общенациональной газеты Кларин, премия за лучшую женскую роль Фестиваля латиноамериканского кино в Лиме, премия ФИПРЕССИ на МКФ в Палм-Спрингс)
- 2010: Каранчо / Carancho (Пабло Траперо; премия за лучшую женскую роль МКФ в Дублине), фильм был представлен в разделе «Особый взгляд» на Каннском кинофестивале 2010 года[1].
- 2012: Белый слон / Elefante blanco (Пабло Траперо)
- 2012: Пуля для Че / Una bala para el Che (Габриэла Гильермо)
- 2013: Твое бикини в моем чемодане / Sólo para dos (Роберто Сантьяго)

## Признание
Трижды номинировалась на премию Серебряный кондор (2008, 2010, 2012). Член жюри 56-го МКФ в Сан-Себастьяне (2008). Член жюри основного конкурса Каннского МКФ 2011 года.